# Mirosternus elongatulus
Mirosternus elongatulus là một loài bọ cánh cứng thuộc họ Ptinidae.